# Сергей Кремлёв
Серге́й Тара́сович Брезку́н (псевдоним — Сергей Кремлёв; 7 октября 1951, Днепропетровск, Украинская ССР, СССР) — российский писатель, военный и политический публицист. По образованию — инженер-двигателестроитель.
Автор аналитических геополитических работ (около 30 книг) по истории России, СССР, Русской Америки, взаимоотношений России и Германии, России и Японии, Великой Отечественной войны; о деятельности И. В. Сталина, биографических работ о советских государственных деятелях В. И. Ленине, Л. П. Берии, а также публикатор дневниковых и архивных записей, автором которых обозначается Берия. Автор более 100 статей по военно-политической тематике, в том числе по проблемам ядерных вооружений. В 2016 году в Российском федеральном ядерном центре опубликовано его исследование глобальной политической роли ядерного оружия — книга «Меч или весы? Ядерный фактор в проблеме войны и мира». Автор книги-манифеста «Мировой социализм: единственная гарантия сохранения и развития человечества».

## Биография
Отец Сергея — инженер-железнодорожник.
Образование получал в средней школе в Керчи; на двигателестроительном факультете Харьковского авиационного института им. Н. Е. Жуковского (специальность двигателист-ракетчик). Служил на Черноморском флоте.
Работал в НИИ РВСН. В 2000 году старший научный сотрудник Отдела проблемного анализа ядерных вооружений Российского федерального ядерного центра — ВНИИ экспериментальной физики (РФЯЦ-ВНИИЭФ, Саров).
Профессор межрегиональной общественной организации «Академия военных наук» с 2003 года. Член-корреспондент общественной организации «Академия геополитических проблем» с 2014 года. Ветеран атомной энергетики и промышленности.
Публиковался в периодических изданиях «Литературная газета», «Советская Россия», «Независимое военное обозрение», «Военно-промышленный курьер» и других. Работал редактором газеты «За СССР».
Сергеем Брезкуном написаны также десятки статей для газеты «Военно-промышленный курьер» («ВПК») и других печатных и интернет-изданий.

## Дневники Берии
По информации газеты «Комсомольская правда» и других СМИ, Сергей Кремлёв подготовил к печати серию личных и тайных дневников Лаврентия Берии.
Некоторые СМИ заявили о том, что данные дневники являются фальшивкой:
Одна из последних фальшивок, касающаяся сталинского периода, — так называемые дневники Берии. Дескать, сталинский нарком вёл при жизни записи, они каким-то чудом сохранились, а сегодня их решили издать. Правда, показать хотя бы одну страницу рукописного текста читателю создатели «сенсации» так и не решились.
Историк Олег Хлевнюк отмечал, что Кремлев, вероятно, не работал в архивах, и поэтому в дневниках описываются лишь о деятельности Берии, освещавшейся в литературе:
Одна из известных последних подделок — «дневники Берии». Они появились после очень долгой пропагандистской кампании, в которой участвовали даже многотиражные центральные газеты. Этот «Личный дневник Берии» выходит до сих пор, его автор — публицист, пишущий под именем Кремлев.
Материалы были получены Сергеем Кремлёвым (с его слов) от частного лица; экспертиз достоверности, подлинности и авторства не проводилось (по причине отсутствия рукописи). Принадлежность почерка Берии установлена самим Кремлёвым:

История публикации трёхтомника дневников Лаврентия Берии напоминает завязку детективного романа. Сергей Кремлёв, …, в предисловии описывает загадочную встречу с человеком, назвавшимся «Павлом Лаврентьевичем». Именно он передал Кремлёву перепечатанные записки, показав сначала краешек фотокопии. Почерк, по мнению Кремлёва, принадлежал Берии. Экспертизы, подтверждающей подлинность дневников, нет — подавать на неё было нечего. Проведя три года за сопоставлением документов, …, Сергей Кремлёв решился на издание записок.
Изначально планировались как трёхтомник, были изданы как три отдельные книги:
- Лаврентий Берия[14]. «Сталин слезам не верит». Личный дневник 1937—1941. — Яуза-пресс, 2011. — 320 с. — (Спецхран. Сенсационные мемуары). — 8100 экз. — ISBN 978-5-9955-0240-1.
- Лаврентий Берия[14]. «Второй войны я не выдержу…». Тайный дневник 1941—1945 гг. — Яуза-пресс, 2011. — 224 с. — (Спецхран. Сенсационные мемуары). — 7000 экз. — ISBN 978-5-9955-0245-6.
- Лаврентий Берия[14]. «С Атомной бомбой мы живём!». Секретный дневник 1945—1953 гг. — Яуза-пресс, 2011. — 288 с. — (Спецхран. Сенсационные мемуары). — 7000 экз. — ISBN 978-5-9955-0252-4.

### Книги
- Никитчук И. И., Брезкун С. Т. XXI век: будет ли у России ядерный оружейный комплекс? — М.: Издание Государственной Думы, 1998. — 72 с. — 1000 экз.

- Брезкун С. Т., Никитчук И. И. Договор СНВ-2 — простым взглядом = СНВ-2 простым взглядом. — Кремлёв (Арзамас-16): ИНФО, 1996. — 52 с.
- Брезкун С. Т. Русская Америка: Открыть и продать! — М.: Яуза, 2005. — 605 с. — (Противостояния). — 6000 экз. — ISBN 5-87849-184-2.
- Брезкун С. Т., Михайлов В. Н. Добро или зло? (Философия стабильного мира): [В 2 кн.]. — М., Саранск, Саров: Крас. Окт., 2002. — ISBN 5-7493-0486-8.
- Кремлёв С. Россия и Германия: стравить!: От Версаля Вильгельма к Версалю Вильсона. Новый взгляд на старую войну. — М.: АСТ, Астрель, 2003. — 317 с. — (Великие противостояния. Запад против России). — 7000 экз. — ISBN 5-17-017638-4, ISBN 5-271-05910-3.
- Кремлёв С. Россия и Германия: вместе или порознь?: СССР Сталина и рейх Гитлера. — М.: АСТ, Астрель, Транзиткнига, 2004. — 359-384 с. — (Великие противостояния. Запад против России). — 20 000 экз. — ISBN 5-17-020639-9, ISBN 5-271-07667-9, ISBN 5-9578-0450-9.
- Кремлёв С. Россия и Германия: Путь к пакту: коридоры раздора и пакт надежды: ист. исслед. — М.: АСТ, Астрель, ВЗОИ, 2004. — 469-496 с. — (Великие противостояния. Запад против России). — 7000 экз. — ISBN 5-17-024695-1, ISBN 5-271-09050-7, ISBN 5-9602-0439-8.
- Кремлёв С. Кремлёвский визит фюрера: Визит судьбы. — М.: Яуза, 2005. — 766 с. — (Противостояния). — 6000 экз. — ISBN 5-87849-174-5.
- Кремлёв С. Россия и Япония: стравить!: сквозь прорезь узких глаз. — М.: Яуза, 2005. — 381-384 с. — (Противостояние). — 4000 экз. — ISBN 5-87849-189-3.
- Кремлёв С. Берия. Лучший менеджер XX века. — М.: ЭКСМО, Яуза, 2008. — 796 с. — (Сталин. Великая эпоха; Сталинист). — 3000+5000 экз. — ISBN 978-5-699-26227-4, ISBN 978-5-699-28973-8.
- Кремлёв С. Зачем убили Сталина? Преступление века. — М.: Эксмо(2008), Яуза(2010). — 477 с. — (Сталинский ренессанс; Сталинист). — ISBN 978-5-699-30989-4 (5000экз), ISBN 978-5-699-42592-1 (3000экз).
- Кремлёв С. Имя России: Сталин. — М.: Яуза, Эксмо, 2008. — 317-320 с. — (Главное имя России). — ISBN 978-5-699-31565-9 (4000экз), ISBN 978-5-699-31564-2 (3000экз).
- Кремлёв С. 10 мифов о 1941 годе. — М.: Эксмо(2009), Яуза(2010). — 414 с. — (10 мифов). — ISBN 978-5-699-33157-4 (5000экз), ISBN 978-5-699-42343-9 (3000экз).
- Кремлёв С.[15]. Если бы Гитлер не напал на СССР… — М.: Яуза-Пресс, 2009. — 605-608 с. — (Вторая мировая война. Вырванные страницы). — 5000 экз. — ISBN 978-5-9955-0049-0.
- Кремлёв С. СССР — империя добра. — М.: Яуза-Пресс, 2009. — 478 с. — (СССР. Подлинная история). — 4000 экз. — ISBN 978-5-9955-0083-4.
- Кремлёв С. Мифы о 1945 годе. — М.: Яуза; Эксмо, 2010. — 381 с. — (Мифы Великой Отечественной). — 5000 экз. — ISBN 978-5-699-41253-2.

- Кремлёв С. Виноват ли Сталин в трагедии 1941 года? К 70-летию начала войны. — М.: Эксмо, Яуза, 2011. — 416 с. — (Сталинист). — 3000 экз. — ISBN 978-5-9955-0278-4.
- Кремлёв С. Великий Сталин. — М.: Яуза-пресс, 2011. — 736 с. — (Гении власти). — 3000 экз. — ISBN 978-5-9955-0257-9.
- Сергей Кремлёв. Атомный конструктор № 1 (о Фишмане Д. А.) — Москва: Алгоритм, 2014 Серия Меч империи ISBN 978-5-4438-0644-0.
- Сергей Кремлёв. Иуды в Кремле. Как предали СССР и продали Россию — Москва: Яуза-каталог, 2014 ISBN 978-5-906716-16-3.
- Кремлёв С. Дневники Берии — не фальшивка! Новые доказательства. — Эксмо, 2012. — 224 с. — (Спецхран. Сенсационные мемуары). — 3000 экз. — ISBN 978-5-9955-0457-3.
- Кремлёв С. Великий Сталин. Вождь народа. М.: Эксмо, 2013.
- Кремлёв С. Великий и оболганный Советский Союз. 22 антимифа о советской цивилизации. — Алгоритм, 2013.
- Сергей Кремлёв (Брезкун Сергей Тарасович). Мировой социализм: Единственная гарантия сохранения и развития человечества / Предисл. Г. Г. Малинецкого. — ЛИБРОКОМ, 2013 — ISBN 978-5-397-03604-7.
- Кремлёв С. Ленин. Спаситель и создатель. — Алгоритм, 2016 — ISBN 978-5-906817-05-1.
- Брезкун С. Т. Меч или весы? Ядерный фактор в проблеме войны и мира. — Саров: ФГУП «РФЯЦ-ВНИИЭФ», 2016 — ISBN 978-5-9515-0332-9.
- Брезкун С.  "Юбилей Костюкову В.Е.-75 лет""

### Статьи
- Брезкун С. Шесть миллионов баранов майора Резуна //За СССР[16]. 1998. 1 февр.
- Сергей Тарасович Брезкун, Станислав Николаевич Воронин. Лучше исключить агрессию, чем победить в войне (Проект военной доктрины недооценивает роль ядерного оружия в обеспечении безопасности России)
- Сергей Брезкун. Резолюции Сената или что России надо (Почему постоянно педалируется вопрос о нашем тактическом ядерном оружии) // Независимое военное обозрение № 20, 3 июня 2011
- Сергей Брезкун. Ядерно-подводный перебор (Россия стоит перед необходимостью провести ревизию своей стратегической триады) // Независимое военное обозрение 2001-07-27
- Сергей Кремлёв. Ответный удар должен быть неотвратим // Независимое военное обозрение, № 13, 2004 г.
- Сергей Тарасович Брезкун (Кремлёв). Кто прошляпил начало войны, которая стала Отечественной // Независимое военное обозрение 2011-06-10
- Сергей Кремлёв. Опасные реальности глобальной стабильности (Пренебрежение ракетно-ядерным статусом России ведёт к краху страны) // Независимое военное обозрение, 2004-07-23
- Сергей Брезкун. «Рецидив глобальных амбиций» // Независимое военное обозрение № 20, 2002 г.
- Сергей Брезкун. «Правда, о которой даже не подозревали.» // НВО 2000-11-10
- Сергей Тарасович Брезкун. Дом на песке. Меры доверия могут дополнить режим ядерного сдерживания, но не заменить его // Независимое военное обозрение 2000-11-03